# Der Mustergatte (1937)
Der Mustergatte ist eine 1937 von Wolfgang Liebeneiner inszenierte Komödie mit Heinz Rühmann in einer Paraderolle. Der Film wurde am 13. Oktober 1937 in Berlin uraufgeführt und erhielt Jugendverbot.

## Handlung
Der Londoner Bankier William Bartlett ist ein hochgradig penibler Mensch; in seinem Leben muss alles seine festgelegte Ordnung haben. Nach diesem Prinzip hat er den Ablauf jeden seiner Tage eingeteilt. Selbst das ihm von seinem Arzt verordnete tägliche, einstündige Tennisspiel hält er präzise ein. Als er eines Tages den Tennisclub verlässt, verspricht Bartlett dem Clubdirektor, den Club während seiner anstehenden Geschäftsreise nach Venedig beim Butler Cup würdig zu vertreten.
In Venedig angekommen, tritt Bartlett schon zu Beginn seiner Reise als Gentleman der alten Schule auf, als er einer mutmaßlich von einem Fremden belästigten Landsfrau namens Margret beisteht. Bald stellt sich heraus, dass dieser Fremde niemand anderes ist als der bekannte Tennisspieler Fred Evans, zugleich ein veritabler Frauenschwarm und Freund besagter Dame. Noch am selben Tage stehen sich die beiden Männer auf dem Tenniscourt gegenüber. Wider Erwarten zeigt sich Billy Bartlett als eindeutig überlegen; nicht zuletzt deshalb, weil der Pedant von unerschütterlicher Ruhe ist und Evans durch die Querelen mit seiner Braut, die sich mit ihm wegen seiner ständigen Flirts mit anderen Damen andauernd streitet, komplett unkonzentriert spielt. Da Bartlett sich aber genau an seinen Tagesablauf hält, bricht er das Match nach exakt einer Stunde um Punkt 16 Uhr ab. Daraufhin wird Evans zum Sieger erklärt.
Am Abend nutzt Bartlett den Aufenthalt für eine romantische Gondeltour mit seiner neuen Bekanntschaft Margret durch die Lagunenstadt. In seiner etwas unbeholfenen Art macht Billy der jungen Frau schließlich eine etwas verklausulierte Liebeserklärung. Die romantische Stimmung und das Mondlicht tun ihr Übriges, und Margret gibt ihrem bisherigen Freund Evans den Laufpass und stimmt einem Heiratsantrag Bartletts zu.
Zwei Jahre sind seitdem vergangen, da taucht Fred Evans plötzlich wieder auf. Die Jahre an der Seite des peniblen Mustergatten haben bei der lebenslustigen Frau Spuren hinterlassen, und sie sieht, was ihr bislang entgangen ist. Margret droht mit Scheidung und bringt damit Williams wohlgeordnetes Leben komplett durcheinander. Daraufhin sucht er Rat bei seinem besten Freund und Haus-Mitbewohner Jack Wheeler. Der rät ihm, er solle sich mal mehr mit seiner eigenen oder auch mit anderen Frauen als ständig mit seinen Macken und dem Kreuzworträtselraten beschäftigen.
Daheim erzählt Jack seiner eigenen Frau Doddy brühwarm die Geschichte von Margrets Scheidungsabsicht. In heller Aufregung rennt diese daraufhin zu Bartlett, um das Ihre zu tun, die Ehe ihrer Freunde zu retten. Während man sich so unterhält, sprudelt es aus Billy Bartlett heraus. Er erzählt en passant, wie sich die beiden Männerfreunde so manchen Abend in anderer Damen Gesellschaft vergnügt haben, während Doddy ihren Göttergatten Jack zum Entspannen im Türkischen Bad vermutete. Doddy ist stinksauer, die Stimmung ist auf dem Nullpunkt. Bartlett fürchtet um seine Ehe, seine Gattin ist mit Evans in die Oper gegangen, und Jack amüsiert sich im Club. Doddy sinnt auf Rache. Warum eigentlich soll sie nicht mit dem besten Freund ihres Mannes, Billy Bartlett, einen gemeinsamen Abend verbringen und Jack eventuell ein wenig eifersüchtig machen? Doddy fängt Bartlett ab, der gerade seine Sekretärin in einer Nachtbar treffen wollte, um einen feucht-fröhlichen Abend zu verbringen. Beide Strohwitwer beschließen, es ihren auf Abwegen geratenen Ehepartnern heimzuzahlen. Und so beginnen sie ordentlich Alkohol zu trinken und daheim ausgelassen herumzutollen.
Nach der Oper sind Evans und Margret in eine Tanzbar gegangen, und seine Exfreundin muss feststellen, dass Evans noch immer der alte Schürzenjäger von damals geblieben ist. Jack ist inzwischen im Nachtclub eingetroffen, wo Billys Sekretärin vergeblich auf Bartlett gewartet hat. Jack nimmt sie mit in eine Bar, blitzt aber mit seinen Annäherungsversuchen bei ihr ab. In ebendieser Bar trifft Jack nun die von ihrem Ex-Lover Fred Evans genervte Margret. Sie bittet Jack, sie mitzunehmen, wenn er heimfährt. Dort angekommen, erwartet sie das nackte Chaos, als sie William und Doddy sehen. Jack wie auch Margret glauben, dass ihre jeweiligen Ehepartner sie betrogen haben, und es kommt zu einem turbulenten Aufeinandertreffen, bestehend aus Anwürfen, Eifersuchtsanfällen, Zimmerjagden und Tränen. Am nächsten Morgen haben sich alle beruhigt, und man verspricht, sich zu bessern. Jack will seine Clubtouren beenden, und Margret, die vergangene Nacht gesehen hatte, dass auch ihr Kontrollfreak William seine wohlkontrollierte Fassung verlieren kann, nimmt sich vor, generöser über seine Spleens hinwegzusehen.

## Produktionsnotizen
Der ab Ende Juli 1937 gedrehte Film basierte auf dem 1915 veröffentlichten Schwank Fair and Warmer des amerikanischen Lustspielautors Avery Hopwood (1882–1928).
Heinz Rühmann wiederholte in diesem Film diejenige Rolle, mit der er bereits auf der Bühne einen überwältigenden Erfolg gefeiert hatte, „ein komödiantischer Evergreen, in dem er rund 2000 Mal auftreten sollte.“ Mit seiner Leistung in der Kinofassung sorgte er dafür, dass Der Mustergatte „zum größten Publikums- und Lacherfolg der Jahre 1937/38 wurde“. Auch Rühmanns erste Nachkriegsrolle sollte Der Mustergatte werden, als er mit diesem Schwank durch die sowjetisch besetzte Zone tourte.
Rühmann behielt sich auch die künstlerische Oberleitung gegenüber dem noch nicht allzu regieerfahrenen Wolfgang Liebeneiner vor. Für Entwurf bzw. Ausführung der Bauten zeichneten Otto Gülstorff und Hans Minzloff verantwortlich.
Nachdem Werner Fuetterer seine Rolle im Film – er spielte den Tenniscrack Fred Evans – abgedreht hatte, verließ er Ende August 1937 Deutschland und ging bis Dezember 1938 in die USA, wo er unter dem Pseudonym Werner Bateman mit großem Erfolg am Broadway den deutschen Prinzgemahl Albert von Sachsen-Coburg und Gotha in dem Stück Victoria Regina spielte. Währenddessen lief Der Mustergatte unter dem Titel Model Husband am 18. März 1938 auch in den USA an.
Bei diesem Film arbeiteten der frühere Schauspieler Wolfgang Liebeneiner, dessen zweite Regie Der Mustergatte war, und Heinz Rühmann das erste Mal zusammen. Bis 1975 sollte es noch zu drei weiteren Malen der Zusammenarbeit kommen. Im April 1983 wurde im Fernsehen Liebeneiners vorletzte Inszenierung ausgestrahlt, eine Neuverfilmung des Mustergatten, diesmal mit Harald Juhnke und Grit Boettcher in den Hauptrollen.
1956 und 1959 entstanden zwei weitere Verfilmungen des beliebten Stoffs; die erste in der Bundesrepublik (mit Harald Juhnke und Theo Lingen), die zweite in der Schweiz, die in Deutschland, um Verwechselungen auszuschließen, unter dem Titel So ein Mustergatte herauskam.

## Kritik
Heinrich Fraenkels Unsterblicher Film nannte Der Mustergatte einen „nahtlos geglückten Schwank“.

„Avery Hopwoods Bühnenfarce Fair and Warmer wurde 1937 erfolgreich eingedeutscht als Der Mustergatte.“

„Ein ausgelassener, manchmal auch klamaukhafter Ulk.“